# Карцев (хутір)
Карцев (рос. Карцев; адиг. Карцев) — хутір Гіагінського району Адигеї Росії. Входить до складу Сергіївського сільського поселення.
Населення — 86 осіб (2015 рік).